# ブラッドオレンジ

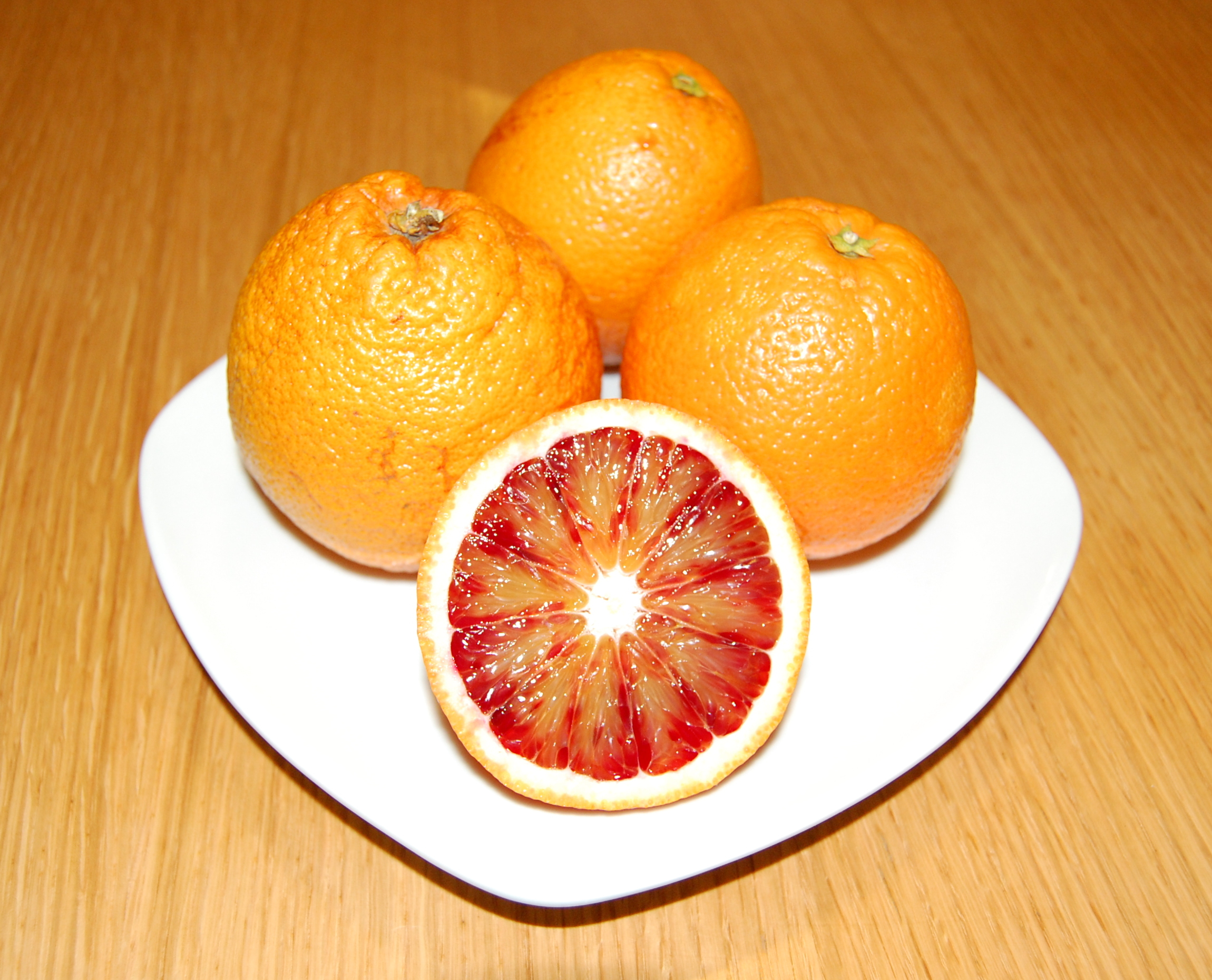
ブラッドオレンジ

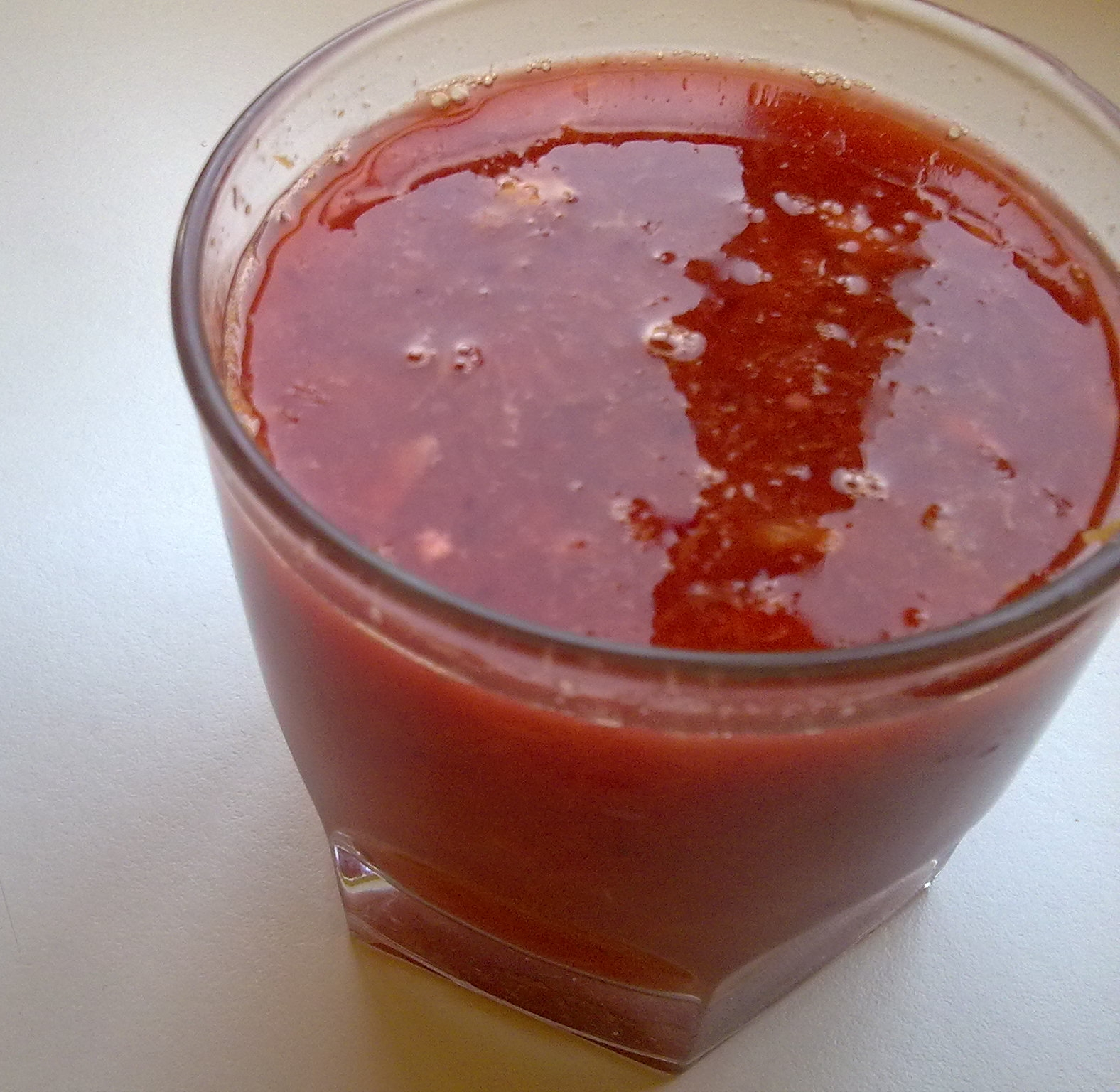
ブラッドオレンジジュース

ブラッドオレンジ（英: Blood orange）は、オレンジの一種である。その名の通り、血のような色の果肉を持っており、幾つかの品種が存在する。甘くて果汁が多く、生食のほかジュースなどにも使われる。

## 概説
ブラッドオレンジは、平均的なオレンジと比べると果実が小ぶりである。他のオレンジと同様に、果皮の表面に小さなくぼみが見られる。果肉は、オレンジの仲間の中では特徴的な、紫がかった濃赤色をしている。果肉の色は、アントシアニンによる。アントシアニンは、植物の花や果実に広く分布する色素だが、柑橘類の果実がアントシアニンを持つのは珍しい。2012年、ブラッドオレンジの「血のような色」を生むアントシアニン色素の生成にかかわる遺伝子（ルビーと命名された）が特定された。この色素は心臓血管の働きを助ける効果が知られているが。昼夜の寒暖の差が激しい土地でないと、この色素は十分に発達しない。シチリアの一部地域はまさに絶好な生育環境である。
全てのオレンジは、ザボンとタンジェリンオレンジ（北アフリカ原産の柑橘類）の交配種だと考えられているが、このブラッドオレンジは、そうしてできた甘口のオレンジの突然変異種と考えられている。

## 品種
ブラッドオレンジには、3つの有名な品種がある。
スペインの「Sanguinello」に、そのSanguinelloが変異してできたとされるイタリアの「Tarocco」、そして、シチリア島の「Moro」である。なお、その他の品種として次のようなものがある。
- Khanpur
- Washington Sanguine
- Ruby Blood
- Sanguigna Doble Fina
- Delfino
- Red Valencia
- Burris blood Valencia orange
- Vaccaro blood orange
- Sanguigna grossa rotonda
- Entre Fina blood orange
- Sanguinello a pignu

## 栄養と利用
ブラッドオレンジは、他の多くの柑橘類と同じく、ビタミンCの補給源として適している。他の一般的な柑橘類の相違は、アントシアニンも得られる点である。他に、葉酸やビタミンB1の補給源ともなる。果肉を食べることで、食物繊維も摂取できる。
利用法としては、生食だけでなく、ジュースやジャムの原料ともなる。ドレッシングや氷菓子、果皮を香辛料として用いたパン（ゼストも参照）、ブラッドオレンジで香り付けされたビールテイスト飲料なども存在する。ブラッドオレンジの産地として知られるシチリア島では、薄切りにしたブラッドオレンジ、同じく薄切りにしたウイキョウの球根、オリーブオイルとで作る、冬のサラダが有名である。